# Mubàridh-ad-Din Muhàmmad Bey
Mubàridh-ad-Din Muhàmmad Bey fou amir aixràfida de Beyshehri i altres territoris, per compte del sultà seljúcida de Konya.
Va succeir el seu pare Sayf al-Din Sulayman Bey I quan va morir el 27 d'agost de 1302. Va adquirir les ciutats de Akshehir i Bolvadin que va adjuntar als seus dominis. El 1314 el governador ilkhànida, l'amir i general Coban, es va presentar a Anatòlia i Mubariz al-Din fou un dels que el va anar a rebre.
El seu germà (?) Diya al-Din va construir la mesquita d'Akshehir el 1320.
Va morir en data desconeguda però posterior al 1320 i el va succeir el seu fill Sulayman Bey II.